# متطلبات الحصول على تأشيرة لمواطني كندا
يمكن للمواطنين الكنديين السفر إلى 172 بلداً وإقليما بدون تأشيرة أو بتأشيرة عند الوصول. والتالي يُظهر الدول التي تطلب تأشيرة قبل السفر إليها:

## أفريقيا
| البلدان والأقاليم      | شروط الحصول                                                                                                |
| ---------------------- | --- |
| الجزائر                | يجب الحصول على التأشيرة قبل الوصول                                                                         |
| أنغولا                 | يجب الحصول على التأشيرة قبل الوصول                                                                         |
| بنين                   | يجب الحصول على التأشيرة قبل الوصول                                                                         |
| بوتسوانا               | 90 يوما |
| بوركينا فاسو           | تصدر تأشيرة لمدة (شهرا واحدا) عند الوصول مقابل XOF 47,000 (مرة واحدة) أو XOF 61,000 (متعددة)               |
| بوروندي                | يجب الحصول على التأشيرة قبل الوصول                                                                         |
| الكاميرون              | يجب الحصول على التأشيرة قبل الوصول                                                                         |
| الرأس الأخضر           | تصدر تأشيرة عند الوصول مقابل €25                                                                           |
| جمهورية أفريقيا الوسطى | يجب الحصول على التأشيرة قبل الوصول                                                                         |
| جزر القمر              | تصدر تأشيرة عند الوصول مقابل US$50 أو €30                                                                  |
| الكونغو الديمقراطية    | يجب الحصول على التأشيرة قبل الوصول                                                                         |
| جمهورية الكونغو        | يجب الحصول على التأشيرة قبل الوصول                                                                         |
| ساحل العاج             | يجب الحصول على التأشيرة قبل الوصول                                                                         |
| جيبوتي                 | تصدر التأشيرة عند الوصول للمطار مقابل DJF3,000 (لمدة 10 أيام)، DJF5,000 (لمدة شهر)                         |
| مصر                    | تصدر تأشيرة لمدة ( شهرا) عند الوصول مقابل US$15 ، غير مطلوبة في سيناء (15 يوما)                            |
| غينيا الاستوائية       | يجب الحصول على التأشيرة قبل الوصول                                                                         |
| إريتريا                | يجب الحصول على التأشيرة قبل الوصول                                                                         |
| إثيوبيا                | تصدر التأشيرة لمدة (شهر واحد) عند الوصول للمطار مقابل US$20                                                |
| الغابون                | يجب الحصول على التأشيرة قبل الوصول                                                                         |
| غامبيا                 | يجب الحصول على التأشيرة قبل الوصول                                                                         |
| غانا                   | يجب الحصول على التأشيرة قبل الوصول                                                                         |
| غينيا بيساو            | تصدر تأشيرة لمدة (90 يوما) عند الوصول مقابل XOF55,000 أو €85                                               |
| غينيا                  | يجب الحصول على التأشيرة قبل الوصول                                                                         |
| كينيا                  | تصدر تأشيرة لمدة (3 أشهر) عند الوصول مقابل US$50/US$20 في مطار نيروبي US$10 أيام-ترانزيت                   |
| ليسوتو                 | 14 يوما |
| ليبيريا                | يجب الحصول على التأشيرة قبل الوصول                                                                         |
| ليبيا                  | يجب الحصول على التأشيرة قبل الوصول                                                                         |
| مدغشقر                 | تصدر تأشيرة لمدة (90 يوما) عند الوصول مقابل MGA140,000                                                     |
| مالاوي                 | 90 يوما |
| مالي                   | يجب الحصول على التأشيرة قبل الوصول                                                                         |
| موريتانيا              | يجب الحصول على التأشيرة قبل الوصول                                                                         |
| موريشيوس               | 6 أشهر (سياحة)، 90 يوما (عمل)                                                                              |
| مايوت                  | 90 يوما |
| المغرب                 | 3 أشهر |
| موزمبيق                | تصدر تأشيرة لمدة (30 يوما) عند الوصول مقابل US$66                                                          |
| ناميبيا                | 3 أشهر |
| النيجر                 | يجب الحصول على التأشيرة قبل الوصول                                                                         |
| نيجيريا                | يجب الحصول على التأشيرة قبل الوصول                                                                         |
| ريونيون                | 90 يوما |
| رواندا                 | 30 يوما قبل الوصول متاحة أونلاين مقابل US$60                                                               |
| سانت هيلينا            | 3 أشهر زيارة تصدر عن الوصول مقابل £12                                                                      |
| ساو تومي وبرينسيب      | يجب الحصول على التأشيرة قبل الوصول                                                                         |
| السنغال                | 3 أشهر |
| سيشل                   | 90 يوما |
| سيراليون               | يجب الحصول على التأشيرة قبل الوصول                                                                         |
| الصومال                | يجب الحصول على التأشيرة قبل الوصول                                                                         |
| جنوب أفريقيا           | 90 يوما |
| جنوب السوان            | يجب الحصول على التأشيرة قبل الوصول                                                                         |
| السودان                | يجب الحصول على التأشيرة قبل الوصول                                                                         |
| سوازيلاند              | 60 يوما |
| تنزانيا                | تصدر تأشيرة عند الوصول مقابل US$50                                                                         |
| توغو                   | تصدر تأشيرة لمدة (7 أيام) عند الوصول مقابل XOF10,000 (أو 90 يوما) مقابل XOF90,000)                         |
| تونس                   | 4 أشهر |
| أوغندا                 | تصدر تأشيرة لمدة (3 أشهر) عند الوصول مقابل US$50                                                           |
| زامبيا                 | تصدر تأشيرة لمدة (90 يوما) عند الوصول مقابل US$50 (مرة واحدة) أو US$55 (متعددة), US$20 رحلة يوم من زمبابوي |
| زيمبابوي               | تأشيرة دخول مرة واحدة 3 أشهر سياحة، 30 يوما عمل تصدر عند الوصول مقابل $75                                  |

## أمريكا الشمالية
| البلدان والأقاليم                               | شروط الحصول                                                   | مصادر           |
| ----------------------------------------------- | ------------------------------------------------------------- | --------------- |
| أنغويلا                                         | 3 أشهر                                                        | [ 16 ] [ 92 ]   |
| أنتيغوا وباربودا                                | 1 شهر (يمكن مدها حتى 6 أشهر)                                  | [ 33 ] [ 93 ]   |
| أروبا                                           | 30 يوما (يمكن مدها حتى 180 يوما)                              | [ 94 ] [ 95 ]   |
| باهاماس                                         | 8 أشهر                                                        | [ 96 ] [ 81 ]   |
| باربادوس                                        | 6 أشهر                                                        | [ 97 ] [ 34 ]   |
| بليز                                            | 1 شهر                                                         | [ 98 ] [ 51 ]   |
| برمودا                                          | 6 أشهر                                                        | [ 99 ] [ 93 ]   |
| جزر كايمان                                      | 6 أشهر                                                        | [ 100 ] [ 101 ] |
| كوستاريكا                                       | 90 يوما                                                       | [ 90 ] [ 102 ]  |
| كوبا                                            | 90 يوما بشرط الحصول على كارت سياحة من منظم رحلات أو خطوط جوية | [ 103 ] [ 80 ]  |
| كوراساو                                         | 3 أشهر                                                        | [ 104 ] [ 105 ] |
| دومينيكا                                        | 6 أشهر                                                        | [ 106 ] [ 95 ]  |
| جمهورية الدومينيكان                             | يصدر كارت سياحة (30 يوما) عند الوصول مقابل US$10              | [ 107 ] [ 64 ]  |
| السلفادور                                       | يصدر كارت سياحة (90 يوما) عند الوصول مقابل US$10              | [ 108 ] [ 81 ]  |
| غرينلاند                                        | 90 يوما                                                       | [ 109 ]         |
| غرينادا                                         | 3 أشهر                                                        | [ 110 ] [ 101 ] |
| غوادلوب                                         | 90 يوما                                                       | [ 81 ] [ 111 ]  |
| غواتيمالا                                       | 90 يوما                                                       | [ 112 ] [ 102 ] |
| هايتي                                           | 3 أشهر                                                        | [ 105 ] [ 66 ]  |
| هندوراس                                         | 90 يوما                                                       | [ 113 ] [ 114 ] |
| جامايكا                                         | 6 أشهر                                                        | [ 115 ] [ 50 ]  |
| مارتينيك                                        | 90 يوما                                                       | [ 116 ]         |
| المكسيك                                         | 180 يوما                                                      | [ 117 ] [ 34 ]  |
| style= مونتسرات                                 | 6 أشهر                                                        | [ 118 ] [ 40 ]  |
| نيكاراغوا                                       | يصدر كارت سياحة (90 يوما) عند الوصول مقابل $10                | [ 83 ] [ 64 ]   |
| بنما                                            | 180 يوما                                                      |                 |
| بورتوريكو                                       | 6 أشهر                                                        |                 |
| سان بارتليمي                                    | 90 يوما                                                       |                 |
| سانت كيتس ونيفيس                                | 3 أشهر                                                        |                 |
| سانت لوسيا                                      | 6 أسابيع                                                      |                 |
| سانت مارتن الفرنسية                             | 90 يوما                                                       |                 |
| سان بيير وميكلون                                | 90 يوما                                                       |                 |
| سانت فينسنت والغرينادين                         | 1 شهر                                                         |                 |
| سينت مارتن                                      | 3 أشهر                                                        |                 |
| ترينيداد وتوباغو                                | 3 أشهر                                                        |                 |
| جزر توركس وكايكوس                               | 30 يوما                                                       |                 |
| الولايات المتحدة                                | 6 أشهر                                                        |                 |
| جزر العذراء البريطانية                          | 30 يوما                                                       |                 |
| قالب:بيانات بلد الولايات المتحدة Virgin Islands | 6 أشهر                                                        |                 |

## أمريكا الجنوبية
| البلدان والأقاليم | شروط الحصول | مصادر           |
| ----------------- | --- | --------------- |
| الأرجنتين         | 90 يوم | [ 124 ] [ 49 ]  |
| بوليفيا           | 30 يوم | [ 125 ] [ 35 ]  |
| البرازيل          | يجب الحصول علي التأشيرة قبل الوصول                                                                                     | [ 88 ] [ 81 ]   |
| تشيلي             | 90 يوم | [ 126 ] [ 127 ] |
| كولومبيا          | 180 يوم | [ 95 ] [ 30 ]   |
| الإكوادور         | 90 يوم | [ 127 ] [ 53 ]  |
| جزر فوكلاند       | 1 شهر | [ 23 ] [ 121 ]  |
| غويانا الفرنسية   | 90 يوم | [ 87 ] [ 128 ]  |
| غيانا             | 3 شهور | [ 129 ] [ 66 ]  |
| الباراغواي        | تصدر التأشيرة متعددة الدخلات لفترة اقامة حتي 90 يوم بمصاريف 150 دولار أمريكي عند الوصول في مطار سيلفيو بيتيروسي الدولي | [ 64 ] [ 59 ]   |
| البيرو            | 183 يوم | [ 130 ] [ 15 ]  |
| سورينام           | تصدر بطاقة السائح لفترة اقامة حتي 90 يوم بمصاريف 25 دولار أمريكي عند الوصول في مطار يوهان ادولف بينجل الدولي           | [ 131 ] [ 132 ] |
| الأوروغواي        | 3 شهور | [ 133 ] [ 50 ]  |
| فنزويلا           | 90 يوم | [ 134 ] [ 24 ]  |

## آسيا
| البلدان والأقاليم                 | شروط الحصول | المعاملة بالمثل بخصوص شروط الدخول التي تفرضها كندا |
| --------------------------------- | --- | --- |
| أرمينيا                           | يتم إصدار تأشيرة لمدة 120 يومًا عند الوصول مقابل 15000 AMD (50 دولارًا أمريكيًا) في مطار يريفان الدولي                                                                           | لم تتحقق المعاملة بالمثل الكاملة ؛ يحتاج مواطنو ارمينيا إلى تأشيرة دخول مسبقًا لدخول كندا |
| أذربيجان                          | Visa must be obtained prior to arrival | تحققت المعاملة بالمثل كاملة |
| البحرين                           | 14-day visa issued upon arrival for BHD5 (other currencies accepted) | لم تتحقق المعاملة بالمثل الكاملة ؛ يحتاج مواطنو البحرين إلى تأشيرة دخول مسبقًا لدخول كندا |
| بنغلاديش                          | 90-day visa issued upon arrival for US$51 | لم تتحقق المعاملة بالمثل الكاملة ؛ يحتاج مواطنو بنغلاديش إلى تأشيرة دخول مسبقًا لدخول كندا |
| بوتان                             | 15-day visa issued upon arrival for US$20 but clearance in advance required (trip must be arranged through authorized travel agent)                                           | تحققت المعاملة بالمثل كاملة |
| قالب:بيانات بلد بروناي Darussalam | 14 يوماً | لم تتحقق المعاملة بالمثل الكاملة لـ "" حاملي جوازات السفر "" ؛ بروناي يمكن لمواطني بروناي دخول كندا بدون تأشيرة لمدة 6 أشهر.                                                                             |
| بورما                             | Visa must be obtained prior to arrival | تحققت المعاملة بالمثل كاملة |
| كمبوديا                           | 30-day visa issued upon arrival for US$20 (tourist), US$25 (business) | لم تتحقق المعاملة بالمثل الكاملة ؛ يحتاج مواطنو كمبوديا إلى تأشيرة دخول مسبقًا لدخول كندا |
| الصين                             | Visa must be obtained prior to arrival (except for 24 hours for airport transits, 72 hours for transits via Beijing and Shanghai airports and 7 يوماً for transits via Dalian) | تحققت المعاملة بالمثل كاملة |
| جورجيا                            | 360 يوماً | لم تتحقق المعاملة بالمثل الكاملة ؛ يحتاج مواطنو جورجيا إلى تأشيرة دخول مسبقًا لدخول كندا |
| هونغ كونغ                         | 90 يوماً | لم تتحقق المعاملة بالمثل الكاملة لـ "" حاملي جوازات السفر الكندية "" ؛ يمكن لمواطني هونغ كونغ دخول كندا بدون تأشيرة باستخدام جواز سفر HKSAR لمدة 6 أشهر .                                                |
| الهند                             | Visa must be obtained prior to arrival | تحققت المعاملة بالمثل كاملة |
| إندونيسيا                         | Visa fee on arrival is US$25.00 US for 30 (thirty) يوماً | لم تتحقق المعاملة بالمثل الكاملة ؛ يحتاج المواطنون الإندونيسيون إلى تأشيرة دخول مسبقًا لدخول كندا |
| إيران                             | 14 يوماً تأشيرة عند الوصول for كيش (جزيرة) only (visa must be obtained prior to arrival to enter the mainland)                                                                 | تحققت المعاملة بالمثل كاملة |
| العراق                            | 15-day tourist visa issued free on arrival for كردستان العراق only (visa must be obtained prior to arrival to enter other regions of Iraq)                                    | تحققت المعاملة بالمثل كاملة |
| إسرائيل                           | 3 months | لم تتحقق المعاملة بالمثل الكاملة لـ "" حاملي جوازات السفر الكندية "" ؛ يمكن لمواطني إسرائيل في كندا الدخول بدون تأشيرة لمدة 6 أشهر.                                                                      |
| اليابان                           | 90 يوماً | لم تتحقق المعاملة بالمثل الكاملة لـ "" حاملي جوازات السفر الكندية "" ؛ يمكن للمواطنين اليابانيين الدخول إلى كندا بدون تأشيرة لمدة 6 أشهر. <اسم المرجع = cic-arv10142010 />                               |
| الأردن                            | Visa issued uponarrival for JOD40 (except at King Hussein/Allenby Bridge) | لم تتحقق المعاملة بالمثل الكاملة ؛ يحتاج المواطنون الاردنيون إلى تأشيرة دخول مسبقًا لدخول كندا |
| كازاخستان                         | Visa must be obtained prior to arrival | تحققت المعاملة بالمثل كاملة |
| كوريا الشمالية                    | Visa must be obtained prior to arrival | تحققت المعاملة بالمثل كاملة |
| كوريا الجنوبية                    | 6 months | تحققت المعاملة بالمثل كاملة |
| الكويت                            | 3-month visa issued upon arrival for KWD5 | لم تتحقق المعاملة بالمثل الكاملة ؛ يحتاج المواطنون الكويتيون إلى تأشيرة دخول مسبقًا لدخول كندا |
| قرغيزستان                         | 60 يوماً | لم تتحقق المعاملة بالمثل الكاملة ؛ يحتاج المواطنون القيزيغستانيون إلى تأشيرة دخول مسبقًا لدخول كندا |
| لاوس                              | 30-day visa issued upon arrival for US$42 | لم تتحقق المعاملة بالمثل الكاملة ؛ يحتاج مواطني لاوس إلى تأشيرة دخول مسبقًا لدخول كندا |
| لبنان                             | 1 month | لم تتحقق المعاملة بالمثل الكاملة ؛ يحتاج المواطنون اللبنانيون إلى تأشيرة دخول مسبقًا لدخول كندا |
| Macau, China                      | 30 يوماً | لم تتحقق المعاملة بالمثل الكاملة ؛ يحتاج مواطني ماكو إلى تأشيرة دخول مسبقًا لدخول كندا |
| ماليزيا                           | 3 months | لم تتحقق المعاملة بالمثل الكاملة ؛ يحتاج المواطنون الماليزيون إلى تأشيرة دخول مسبقًا لدخول كندا |
| المالديف                          | 30 يوماً | لم تتحقق المعاملة بالمثل الكاملة ؛ يحتاج مواطني المالديف إلى تأشيرة دخول مسبقًا لدخول كندا |
| منغوليا                           | Visa must be obtained prior to arrival | تحققت المعاملة بالمثل كاملة |
| نيبال                             | 60-day visa issued upon arrival for US$30 | لم تتحقق المعاملة بالمثل الكاملة ؛ يحتاج مواطني نيبال إلى تأشيرة دخول مسبقًا لدخول كندا |
| سلطنة عمان                        | 1-month visa issued upon arrival for OMR20, not required if arriving from Dubai or Qatar.                                                                                     | لم تتحقق المعاملة بالمثل الكاملة ؛ يحتاج مواطني سلطنة عمان إلى تأشيرة دخول مسبقًا لدخول كندا |
| باكستان                           | Visa must be obtained prior to arrival | تحققت المعاملة بالمثل كاملة |
| الفلبين                           | 21 يوماً (extension granted up to 24 months) | لم تتحقق المعاملة بالمثل الكاملة ؛ يحتاج مواطني الفلبين إلى تأشيرة دخول مسبقًا لدخول كندا |
| قطر                               | 1-month visa issued upon arrival for QAR100 | لم تتحقق المعاملة بالمثل الكاملة ؛ يحتاج مواطني قطر إلى تأشيرة دخول مسبقًا لدخول كندا |
| السعودية                          | Visa must be obtained prior to arrival | تحققت المعاملة بالمثل كاملة |
| سنغافورة                          | 30 يوماً | لم تتحقق المعاملة بالمثل الكاملة لـ "" حاملي جوازات السفر الكندية "" ؛ يمكن لمواطني سنغافورة الدخول إلى كندا بدون تأشيرة لمدة 6 أشهر.                                                                    |
| سريلانكا                          | 30-day pre-arrival إذن سفر إلكتروني (ETA) available online for US$20 (or $25 if application is submitted on arrival)                                                          | لم تتحقق المعاملة بالمثل الكاملة ؛ يحتاج مواطني سيريلانكا إلى تأشيرة دخول مسبقًا لدخول كندا |
| سوريا                             | Visa must be obtained prior to arrival | تحققت المعاملة بالمثل كاملة |
| تايوان                            | 90 يوماً | لم تتحقق المعاملة بالمثل الكاملة لـ "" حاملي جوازات السفر الكندية "" ؛ يمكن للمواطنين التايوانيين الذين يحملون جوازات سفر صادرة عن وزارة الخارجية برقم هوية شخصي الدخول إلى كندا بدون تأشيرة لمدة 6 أشهر |
| طاجيكستان                         | Visa issued upon arrival for $30 (7 يوماً), $40 (14 يوماً) or $50 (30 يوماً) at مطار دوشانبي الدولي                                                                              | لم تتحقق المعاملة بالمثل الكاملة ؛ يحتاج مواطني طاجكستان إلى تأشيرة دخول مسبقًا لدخول كندا |
| تايلاند                           | 30 يوماً if entering by air, 15 يوماً if entering by land | Full reciprocity not achieved; Thai nationals require a visa in advance to enter كندا |
| تيمور الشرقية                     | 30-day visa issued upon arrival for US$30 | Full reciprocity not achieved; East Timorese citizens require a visa in advance to enter كندا |
| تركيا                             | 3-month visa issued upon arrival for US$60, €45 | Full reciprocity not achieved; Turkish citizens require a visa in advance to enter كندا |
| تركمنستان                         | Visa must be obtained prior to arrival | تحققت المعاملة بالمثل كاملة |
| الإمارات العربية المتحدة          | 30 يوماً | Full reciprocity not achieved; Emirati citizens require a visa in advance to enter كندا |
| أوزبكستان                         | Visa must be obtained prior to arrival. تأشيرة عند الوصول can be available for pick up, but must be prearranged with a tour operator                                          | تحققت المعاملة بالمثل كاملة |
| فيتنام                            | Visa must be obtained prior to arrival | تحققت المعاملة بالمثل كاملة |
| اليمن                             | Visa must be obtained prior to arrival | تحققت المعاملة بالمثل كاملة |

## أوروبا
| البلدان والأقاليم       | شروط الحصول                            | المعاملة بالمثل بخصوص شروط الدخول التي تفرضها كندا                                                                      |
| ----------------------- | -------------------------------------- | --- |
| الاتحاد الأوروبي        |                                        | |
| النمسا                  | 3 أشهر في نصف عام                      | تحققت المعاملة بالمثل كاملة (6 اشهر)                                                                                    |
| بلجيكا                  | 3 أشهر في نصف عام                      | تحققت المعاملة بالمثل كاملة (6 اشهر)                                                                                    |
| بلغاريا                 | 3 أشهر في نصف عام                      | Full reciprocity not achieved; بلغارياn citizens require a visa in advance to enter كندا                                |
| قبرص                    | 3 أشهر في نصف عام                      | تحققت المعاملة بالمثل كاملة (6 اشهر)                                                                                    |
| التشيك                  | 3 أشهر في نصف عام                      | Full reciprocity not achieved; Czech citizens require a visa in advance to enter كندا                                   |
| الدنمارك                | 3 أشهر في نصف عام                      | تحققت المعاملة بالمثل كاملة (6 اشهر)                                                                                    |
| إستونيا                 | 3 أشهر في نصف عام                      | تحققت المعاملة بالمثل كاملة (6 اشهر)                                                                                    |
| فنلندا                  | 3 أشهر في نصف عام                      | تحققت المعاملة بالمثل كاملة (6 اشهر)                                                                                    |
| فرنسا                   | 3 أشهر في نصف عام                      | تحققت المعاملة بالمثل كاملة (6 اشهر)                                                                                    |
| ألمانيا                 | 3 أشهر في نصف عام                      | تحققت المعاملة بالمثل كاملة (6 اشهر)                                                                                    |
| اليونان                 | 3 أشهر في نصف عام                      | تحققت المعاملة بالمثل كاملة (6 اشهر)                                                                                    |
| المجر                   | 3 أشهر في نصف عام                      | تحققت المعاملة بالمثل كاملة (6 اشهر)                                                                                    |
| أيرلندا                 | 3 أشهر في نصف عام                      | تحققت المعاملة بالمثل كاملة (6 اشهر)                                                                                    |
| إيطاليا                 | 3 أشهر في نصف عام                      | تحققت المعاملة بالمثل كاملة (6 اشهر)                                                                                    |
| لاتفيا                  | 3 أشهر في نصف عام                      | تحققت المعاملة بالمثل كاملة (6 اشهر)                                                                                    |
| ليتوانيا                | 3 أشهر في نصف عام                      | تحققت المعاملة بالمثل كاملة (6 اشهر)                                                                                    |
| لوكسمبورغ               | 3 أشهر في نصف عام                      | تحققت المعاملة بالمثل كاملة (6 اشهر)                                                                                    |
| مالطا                   | 3 أشهر في نصف عام                      | تحققت المعاملة بالمثل كاملة (6 اشهر)                                                                                    |
| هولندا                  | 3 أشهر في نصف عام                      | تحققت المعاملة بالمثل كاملة (6 اشهر)                                                                                    |
| بولندا                  | 3 months in a half year                | تحققت المعاملة بالمثل كاملة (6 اشهر)                                                                                    |
| البرتغال                | 3 أشهر في نصف عام                      | تحققت المعاملة بالمثل كاملة (6 اشهر)                                                                                    |
| رومانيا                 | 3 أشهر في نصف عام                      | Full reciprocity not achieved; Romanian citizens require a visa in advance to enter كندا                                |
| سلوفاكيا                | 3 أشهر في نصف عام                      | تحققت المعاملة بالمثل كاملة (6 اشهر)                                                                                    |
| سلوفينيا                | 3 أشهر في نصف عام                      | تحققت المعاملة بالمثل كاملة (6 اشهر)                                                                                    |
| إسبانيا                 | 3 أشهر في نصف عام                      | تحققت المعاملة بالمثل كاملة (6 اشهر)                                                                                    |
| السويد                  | 3 أشهر في نصف عام                      | تحققت المعاملة بالمثل كاملة (6 اشهر)                                                                                    |
| كرواتيا                 | 90 يوماً                                | Full reciprocity not achieved for Canadian passport holders; كرواتياn citizens can enter كندا visa-free for 6 months    |
| المملكة المتحدة         | 6 اشهر                                 | تحققت المعاملة بالمثل كاملة                                                                                             |
| خارج الاتحاد الأوروبي   |                                        | |
| ألبانيا                 | 90 يوماً                                | Full reciprocity not achieved; ألبانياn citizens require a visa in advance to enter كندا                                |
| أندورا                  | 90 يوماً                                | Full reciprocity not achieved for Canadian passport holders; أندوراn citizens can enter كندا visa-free for 6 months     |
| روسيا البيضاء           | Visa must be obtained prior to arrival | تحققت المعاملة بالمثل كاملة                                                                                             |
| البوسنة والهرسك         | 90 يوماً                                | Full reciprocity not achieved; Bosnian and Herzegovinian citizens require a visa in advance to enter كندا               |
| جزر فارو                | 3 أشهر في نصف عام (same as الدنمارك)   | تحققت المعاملة بالمثل كاملة (6 اشهر)                                                                                    |
| جبل طارق                | 6 اشهر (مثل المملكة المتحدة)           | تحققت المعاملة بالمثل كاملة                                                                                             |
| غيرنزي                  | 6 اشهر (مثل المملكة المتحدة)           | تحققت المعاملة بالمثل كاملة                                                                                             |
| قالب:بيانات بلد ايسلندا | 3 أشهر في نصف عام                      | تحققت المعاملة بالمثل كاملة (6 اشهر)                                                                                    |
| جزيرة مان               | 6 اشهر (مثل المملكة المتحدة)           | تحققت المعاملة بالمثل كاملة                                                                                             |
| جيرزي                   | 6 اشهر (مثل المملكة المتحدة)           | تحققت المعاملة بالمثل كاملة                                                                                             |
| كوسوفو                  | 90 يوماً                                | Full reciprocity not achieved; Kosovoan citizens require a visa in advance to enter كندا                                |
| ليختنشتاين              | 3 أشهر في نصف عام (مثل سويسرا)         | تحققت المعاملة بالمثل كاملة (6 اشهر)                                                                                    |
| مقدونيا                 | 90 يوماً                                | Full reciprocity not achieved; Macedonian citizens require a visa in advance to enter كندا                              |
| مولدوفا                 | 90 يوماً في نصف عام                     | Full reciprocity not achieved; Moldovan citizens require a visa in advance to enter كندا                                |
| موناكو                  | 90 يوماً                                | Full reciprocity not achieved for Canadian passport holders; Monegasque citizens can enter كندا visa-free for 6 months  |
| الجبل الأسود            | 90 يوماً                                | Full reciprocity not achieved; Montenegrin citizens require a visa in advance to enter كندا                             |
| قبرص الشمالية           | 6 اشهر                                 | Full reciprocity not achieved; Northern Cypriot passport not valid for entry into كندا                                  |
| النرويج                 | 3 أشهر في نصف عام                      | تحققت المعاملة بالمثل كاملة (6 اشهر)                                                                                    |
| روسيا                   | Visa must be obtained prior to arrival | تحققت المعاملة بالمثل كاملة                                                                                             |
| سان مارينو              | 90 يوماً                                | Full reciprocity not achieved for Canadian passport holders; Sammarinese citizens can enter كندا visa-free for 3 months |
| صربيا                   | 90 يوماً                                | Full reciprocity not achieved; Serbian citizens require a visa in advance to enter كندا                                 |
| سويسرا                  | 3 أشهر في نصف عام                      | تحققت المعاملة بالمثل كاملة (6 اشهر)                                                                                    |
| أوكرانيا                | 90 يوماً                                | Full reciprocity not achieved; Ukrainian citizens require a visa in advance to enter كندا                               |
| الفاتيكان               | 3 أشهر في نصف عام                      | تحققت المعاملة بالمثل كاملة (6 اشهر)                                                                                    |

## الأوقيانوسية
| البلدان والأقاليم         | شروط الحصول                                                          |
| ------------------------- | -------------------------------------------------------------------- |
| ساموا الأمريكية           | 30 يوم                                                               |
| أستراليا                  | رقابة حدودية مطلوب (20 دولارًا ، 3 أشهر في كل مرة خلال فترة 12 شهرًا)  |
| جزر كوك                   | 31 يوماً                                                              |
| فيجي                      | 6 اشهر                                                               |
| بولينزيا الفرنسية         | 90 يوماً                                                              |
| غوام                      | 6 اشهر                                                               |
| كيريباتي                  | 28 يوماً                                                              |
| جزر مارشال                | 30 يوماً                                                              |
| ولايات ميكرونيسيا المتحدة | 30 يوماً                                                              |
| ناورو                     | 30 يوماً                                                              |
| كاليدونيا الجديدة         | 90 يوماً                                                              |
| نيوزيلندا                 | 3 اشهر                                                               |
| نييوي                     | 30 يوماً                                                              |
| جزيرة نورفولك             | راقبة حدودية الوصول المسبق متاح على الإنترنت (مثل أستراليا)          |
| جزر ماريانا الشمالية      | 6 اشهر                                                               |
| بالاو                     | 30 يوماً                                                              |
| بابوا غينيا الجديدة       | تأشيرة 60 يومًا تصدر عند الوصول لـ PGK100 (سياحية) و PGK500 (للأعمال) |
| جزر بيتكيرن               | 14 يوماً                                                              |
| ساموا                     | 60 يوماً                                                              |
| جزر سليمان                | 3 اشهر                                                               |
| توكيلاو                   | يمكن الحصول على تصريح إبحار مجاني أبيا، ساموا                        |
| تونغا                     | إصدار تأشيرة لمدة 31 يومًا عند الوصول (مجانًا)                         |
| توفالو                    | 1 شهر                                                                |
| فانواتو                   | 30 يوماً                                                              |
| واليس وفوتونا             | 90 يوماً                                                              |